# Krimmler Tauern
Krimmler Tauern är ett bergspass i Österrike. Det ligger i den centrala delen av landet, 300 km väster om huvudstaden Wien. Krimmler Tauern ligger 2 651 meter över havet.
Terrängen runt Krimmler Tauern är bergig. Runt Krimmler Tauern är det ganska glesbefolkat, med 26 invånare per kvadratkilometer.. Närmaste större samhälle är Krimml, 14,9 km norr om Krimmler Tauern. 
Trakten runt Krimmler Tauern består i huvudsak av gräsmarker.